# 伊丽莎白·舒马赫

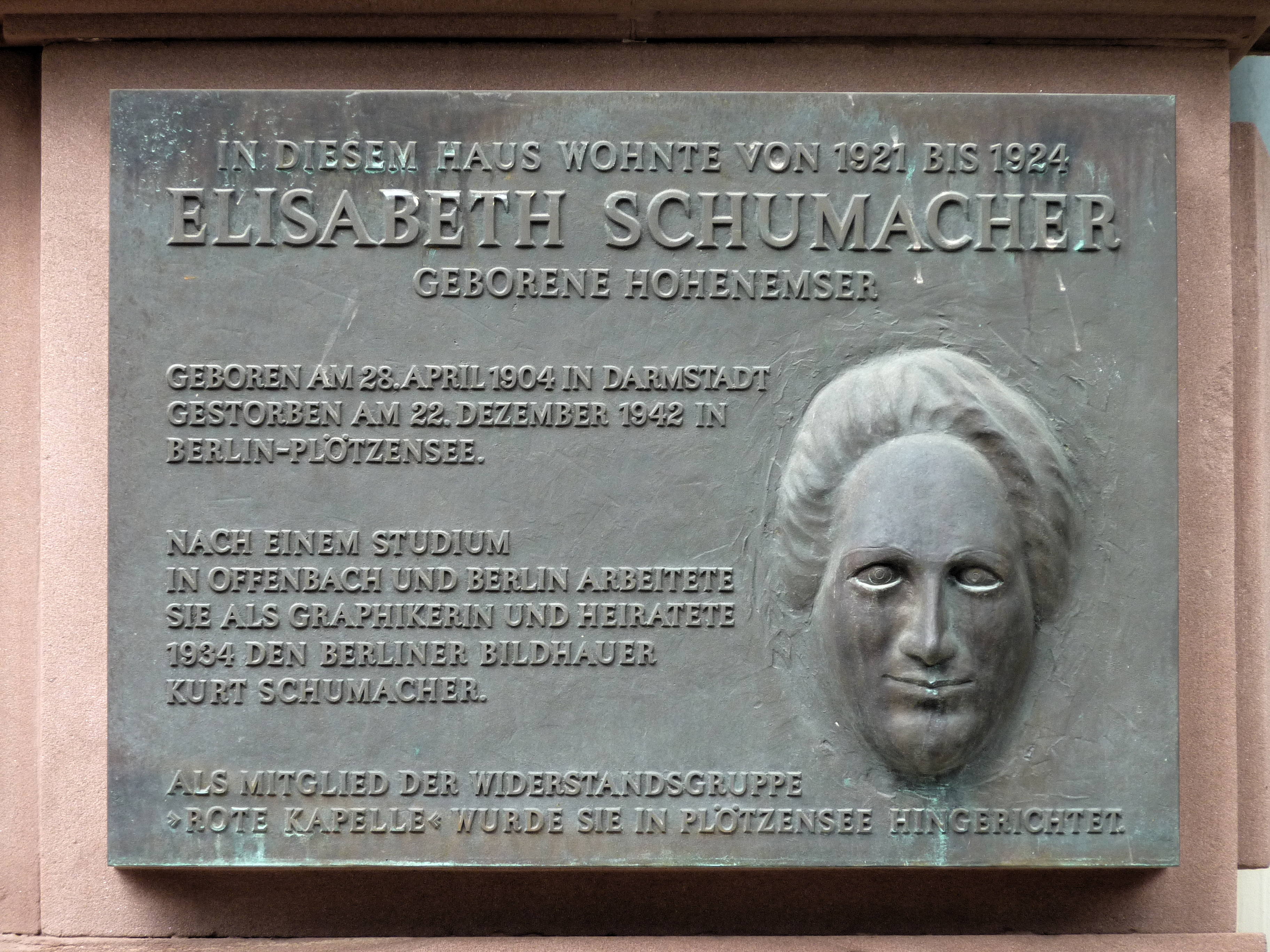
伊莉莎白·舒馬赫紀念碑

伊丽莎白·舒马赫（Elisabeth Schumacher，婚前姓霍恩埃姆泽，1904年4月28日—1942年12月22日）是一位德国艺术家、摄影师、反纳粹抵抗组织成员。她曾加入红色交响乐队。伊丽莎白受过艺术教育，本想成为艺术家，但由于其父是犹太人，她就被界定为二分之一犹太人或混血儿，因此只能从事平面设计工作，后来开始参加抵抗运动。最終在普勒岑湖監獄被納粹當局處決。